# Accademia di polizia Alexandru Ioan Cuza di Bucarest
L'Accademia di polizia Alexandru Ioan Cuza (in rumeno: Academia de Poliție „Alexandru Ioan Cuza”) è un istituto di istruzione superiore di Bucarest, fondato nel 1991.

## Storia
L'accademia rappresenta il prosecutore diretto della Scuola di ufficiali di milizia di Bucarest (Școala de ofițeri de miliție din București), istituita nel 1991.
che ha la finalità di preparare i suoi studenti nel settore della pubblica sicurezza. 

## Struttura
L'accademia è subordinata al ministero degli interni dell Romania ed è organizzata nelle seguenti facoltà:
- Archivistica
- Gendarmi
- Polizia
- Polizia doganale
- Pompieri
- Scienze giuridiche e amministrative

Include altresì il collegio nazionale di affari interni (CNAI) e un centro di istruzione a frequenza ridotta e istruzione a distanza (CIFRID).